# George Clifford (3e comte de Cumberland)
Pour les articles homonymes, voir George Clifford et Clifford.
George Clifford (8 août 1558, château de Brougham, Westmorland – 30 octobre 1605, The Savoy, Middlesex) est le 3e comte de Cumberland.
Il est un des favoris de la reine Élisabeth Ire d'Angleterre. Il sert dans la marine anglaise, arme plusieurs bâtiments à ses frais, contribue à la destruction de l'invincible Armada, et fait onze expéditions contre les Espagnols et les Portugais. Il est l'un des pairs qui condamnent à mort Marie Stuart.

## Source
Cet article comprend des extraits du Dictionnaire Bouillet. Il est possible de supprimer cette indication, si le texte reflète le savoir actuel sur ce thème, si les sources sont citées, s'il satisfait aux exigences linguistiques actuelles et s'il ne contient pas de propos qui vont à l'encontre des règles de neutralité de Wikipédia.